# 滇黔蒲儿根
滇黔蒲儿根（学名：Sinosenecio bodinieri）是菊科蒲儿根属的植物，为中国的特有植物。分布于中国大陆的云南、贵州、四川等地，生长于海拔650米至2,700米的地区，常生长在溪流边、山麓或林下阴湿处，目前尚未由人工引种栽培。

## 别名
丝带千里光（云南种子植物名录）

## 异名
- Senecio bodinieri (Van.) B. Nord.
- Senecio bodinieri Vant.